# Вильтритуль
Вильтриту́ль (фр. Villetritouls) — коммуна во Франции, находится в регионе Лангедок — Руссильон. Департамент коммуны — Од. Входит в состав кантона Лаграс. Округ коммуны — Каркасон.
Код INSEE коммуны — 11440.

## Население
Население коммуны на 2008 год составляло 42 человека.
| 1962 | 1968 | 1975 | 1982 | 1990 | 1999 | 2008 |
| ---- | ---- | ---- | ---- | ---- | ---- | ---- |
| 34   | 40   | 23   | 26   | 28   | 33   | 42   |

## Экономика
В 2007 году среди 23 человек в трудоспособном возрасте (15—64 лет) 16 были экономически активными, 7 — неактивными (показатель активности — 69,6 %, в 1999 году было 77,8 %). Из 16 активных работали 15 человек (7 мужчин и 8 женщин), безработным был 1 мужчина. Среди 7 неактивных 3 человека были учениками или студентами, 2 — пенсионерами, 2 были неактивными по другим причинам.